# 切爾西 (愛荷華州)
切爾西（英語：Chelsea）是一個位於美國愛荷華州泰馬縣的城市。

## 地理
切爾西的座標為41°55′12″N 92°23′40″W / 41.92000°N 92.39444°W，而該地的平均海拔高度為238米（即781英尺）。

## 人口
根據2010年美國人口普查的數據，切爾西的面積為2.62平方千米，當中陸地面積為2.62平方千米，而水域面積為0.00平方千米。當地共有人口267人，而人口密度為每平方千米101人。